# 51 (số)
51 (năm mươi mốt) là một số tự nhiên ngay sau 50 và ngay trước 52.